# Màiskoie (Sakhalín)
|  | Per a altres significats, vegeu «Màiskoie». |

Màiskoie (en rus: Майское) és un poble de l'óblast de Sakhalín, a l'Extrem Orient de Rússia, que el 2013 tenia 99 habitants. Pertany al districte de Poronaisk.